# Бети в Ню Йорк
Бети в Ню Йорк (на испански: Betty en Nueva York) е американска теленовела, продуцирана от Telemundo Global Studios за Телемундо през 2019 г. Версията, написана от Сандра Веласко и Валентина Парага, е базирана на колумбийската теленовела Грозната Бети от 1999 г., създадена от Фернандо Гайтан.
В главните роли са Елифер Торес и Ерик Елиас, а в отрицателните – Сабрина Сеара, Силвия Саенс, Ектор Суарес Гомис, Аарон Диас, Маурисио Енао и Родолфо Салас. Специално участие вземат Джейми Осорио, Саул Лисасо, Глория Пералта и първите актьори Алма Делфина и Сесар Боно.
Историята разказва за Беатрис Аурора Ринкон Лосано (Елифер Торес), млада мексиканка, която живее в Ню Йорк и която трябва да се изправи срещу препятствията, които животът поставя на пътя ѝ; свят, в който красотата е всичко, за да имаш добра работа и заплащане.

## Сюжет
Бети е умна и способна млада мексиканка, която живее в Ню Йорк, преследваща мечтите си. Тя трябва да преодолява предразсъдъците в свят, в който външността е всичко. След като шест месеца търпи отхвърляне от всички длъжности, които работи, поради липсата на физическа привлекателност, Бети решава да приеме работа, доста под възможностите си. По този начин, след като влиза в модната компания V&M Фешън, тя става лична секретарка на президента на компанията. Въпреки че ѝ се подиграват и унижават ежедневно заради липсата ѝ на стил, Бети е повече от готова, за да не бъде жертва в тази безпощадна война на изяви. Макар че е компетентна и има планове за личностно израстване, нито едно от многото ѝ качества не може да помогне на Бети да намери истинска любов.

## Актьори
Част от актьорския състав:
- Елифер Торес – Беатрис „Бети“ Аурора Ринкон Лосано
  - София Осорио – Беатрис „Бети“ Аурора Ринкон Лосано (млада)
- Ерик Елиас – Армандо Мендоса дел Вайе
- Сабрина Сеара – Марсела Валенсия
- Аарон Диас – Рикардо Кардерон
- Ектор Суарес Гомис – Уго Ломбарди
- Сесар Боно – Деметрио Ринкон
- Алма Делфина – Хулия Лосано де Ринкон
- Джейми Осорио – Мариана Гонсалес
- Силвия Саенс – Патрисия Фернандес
- Бернард Буйен – Хоакин де Кирос
- Саул Лисасо – Роберто Мендоса
- Маурисио Гарса – Николас Рамос
- Шейла Тадео – Берта Варгас
- Исабел Морено – Инес Сандовал
- Амаранта Руис – София Пеня
- Маурисио Енао – Фабио
- Глория Пералта – Маргарита дел Вайе де Мендоса
- Пепе Суарес – Ефрен Монтес
- Вероника Шнейдер – Каталина Ескарпа
- Родолфо Салас – Даниел Валенсия
- Кандела Маркес – Джени Уенди Рейес
- Габриел Коронел – Игнасио

Гости
- Шанън де Лима – себе си
- Хорхе Енрике Абейо – Армандо Мендоса (герой от оригиналната версия)
- Мигел Варони – себе си
- Габи Еспино – себе си

## Премиера
Премиерата на Бети в Ню Йорк е на 6 февруари 2019 г. по Телемундо. Последният 123. епизод е излъчен на 12 август 2019 г.

## Продукция
Официалният трейлър на теленовелата е представен по време на промоцията за телевизонния сезон 2018 – 2019 г. на Телемундо. Записите започват на 27 ноември 2018 г. в Telemundo Global Studios. На 10 януари 2019 г. е представена актрисата Елифер Торес, която изиграва главната героиня.

## Версии
- Грозната Бети, колумбийска теленовела от 1999/2001 г., оригинална история от Фернандо Гайтан, с участието на Ана Мария Ороско, Хорхе Енрике Абейо и Наталия Рамирес.
- Най-красивата грозница, мексиканска теленовела от 2006/2007 г., продуцирана от Роси Окампо за Телевиса, с участието на Анхелика Вале, Хайме Камил и Елисабет Алварес.
- Грозната Бети, американски сериал от 2006/2010 г., продуциран от Салма Хайек и Силвио Орта за ABC, с участието на Америка Ферера, Ерик Мабиус и Ванеса Уилямс.

## В България
В България сериалът започва на 12 август 2020 г. по bTV Lady и завършва на 29 януари 2021 г. На 14 януари 2022 г. започва повторно излъчване и завършва на 5 юли. На 28 ноември започва повторно излъчване. Ролите се озвучават от Петя Абаджиева, Елена Бойчева, Яница Митева, Мартин Герасков и Иван Велчев.